# Ateloglossa marginalis
Ateloglossa marginalis är en tvåvingeart som beskrevs av Charles Howard Curran 1924. Ateloglossa marginalis ingår i släktet Ateloglossa och familjen parasitflugor. Inga underarter finns listade.